# 争点効
争点効（そうてんこう）とは、前の民事訴訟で当事者が主要な争点として争い、かつ、裁判所がこれを審理して下したその争点に関する判断に生じる通用力で、同一の争点を主要な先決問題とする後の民事訴訟における審理において、当事者に対し前の訴訟における裁判所の判断に反する主張立証を許さず、後の訴訟が係属する裁判所に対しこれと矛盾する判断を禁止する効力と定義される。つまり、判決主文になくとも争点として争ったことに関しては既判力と同様の効果を認めようとする理論である。アメリカ法における Collateral estoppel の理論を参考に，民事訴訟法学者である新堂幸司により提唱された理論である。

## 理論の内容
具体例として、
- XはYから建物を買ったとして、XがYを被告として建物明渡請求訴訟を提起し（A訴訟）
- 上記契約に基づくYからXへの所有権移転登記につき、登記原因が取り消されたとして、YがXを被告として所有権移転登記抹消登記手続請求訴訟を提起した（B訴訟）

という事例を考えてみよう。
A訴訟における被告Yの主張として、契約の過程でXがYに対して詐欺をしたため、YはXに対して取消しの意思表示をしたという主張がされたとする。そして、詐欺の有無を主要な争点として審理をした結果、Xによる詐欺の事実はなかったと認定されたとする。この場合、A訴訟の判決主文は「Yは、Xに対し、別紙物件目録記載の建物を明渡せ。」という内容になり、詐欺がなかったことについては判決の理由で判断される。
ところが、A訴訟の上記判決が確定した後、YからB訴訟が提起されたとする。そして、B訴訟において、Xは詐欺を行った（詐欺の内容はA訴訟で主張された事実と同じ）から、YからXへの所有権移転登記は登記原因を欠くという主張が、Yからされたとする。
民事訴訟法114条1項によれば、確定判決の主文に包含されるものに限り既判力を有する。既判力とは、確定判決で判断された事項につき後の訴訟で同一事項が問題にされた際、当事者に対しその判断に反する主張立証を許さず、裁判所もその判断に拘束される効力のことをいう。本件のA訴訟における既判力は、XのYに対する（売買契約に基づく）建物明渡請求権が存在するという判断について生じることになる。
ところが、詐欺は行われていないというA訴訟における裁判所の判断は、あくまでも判決の理由中の判断にとどまるため、既判力を生じない。したがって、民事訴訟法114条1項の反対解釈からすれば、YはB訴訟において再度詐欺の事実を主張立証できることになる。
このような場合に、詐欺の事実がないという裁判所の判断（理由中の判断）に拘束力を認めようとするのが、争点効という考え方である。
このように、争点効の理論は、既判力が及ぶ範囲を確定判決の主文の判断に限定する法の建前にもかかわらず、当事者が現実に争った事項については拘束力を認める必要があるという問題意識の下に提唱された理論であり、学説上は支持する見解も多い。しかし、判例は争点効を認めていない（最判昭和44年6月24日判例時報569号48頁）。もっとも判例は、既判力が及ばない事項であっても実質的に前の訴訟の蒸し返しと認められる場合については、訴訟法上の信義則に基づき後の訴訟における主張立証を制限する立場を採用しており（最判昭和51年9月30日民集30巻8号799頁など）、結果的に争点効理論が目指した方向と同様の判断がされる場合もある。

## 争点効肯定の要件
争点効を肯定する見解によれば、争点効が発生するために必要な要件は以下の5つとされる。
1. 前訴・後訴の両請求の当否の判断構造において、重要な争点であること。
2. 前訴において、当事者が、その争点についての主張･立証を尽くしていること。
3. 前訴において、裁判所が、その争点について実質的な判断を下していること。
4. 前訴と後訴の係争利益がほぼ同等であること。
5. 後訴で当事者が援用すること。

## 既判力との違い
- 争点効は、判決理由中の判断に生ずる点で、判決主文の判断に生ずる既判力とは大きく異なる。

- また、既判力の場合は、前の訴訟において当事者に争う機会が与えられていれば効力が生じるのに対し、争点効の場合は、主要な争点として実際に争われなければ効力が生じないとされている。
- さらに、既判力が職権探知事項（当事者の主張を待たずに裁判所が調査）であるのに対し、争点効は後訴における当事者の援用（主張）を要するとされている。

## 名称について
新堂幸司教授が理論を提唱した当初は、東京・上野にある中華料理店「東天紅」のほうが有名であったため、「争点効」と言っても相手から「何？東天紅？」と聞き返されたりしたと、新堂教授が後の座談会等で発言している。